# 1951 en science-fiction
| Années de la science-fiction : 1948 - 1949 - 1950 - 1951 - 1952 - 1953 - 1954    |
| Décennies de la science-fiction : 1920 - 1930 - 1940 - 1950 - 1960 - 1970 - 1980 |

L'année 1951 a été marquée, en matière de science-fiction, par les événements suivants.

## Naissances et décès

### Naissances
- 14 mars : Gabriel Kopp, écrivain français.
- 13 mai : Gregory Frost, écrivain américain.
- 9 juin : Lorris Murail, écrivain français, mort en 2021.
- 20 août : Greg Bear, écrivain américain, mort en 2022.
- 24 août : Orson Scott Card, écrivain américain.
- 15 décembre : David Bischoff, écrivain américain, mort en 2018.

### Décès
- 21 novembre : Jean d'Agraives, écrivain français, né en 1892, mort à 59 ans.

## Événements
- Fantasy Book, fin de publication du magazine.

## Prix

### Prix Hugo
Les prix ont été décernés rétroactivement en 2001.
- Roman : Pommiers dans le ciel (Farmer in the Sky) par Robert A. Heinlein
- Roman court : L'Homme qui vendit la Lune (The Man Who Sold the Moon) par Robert A. Heinlein
- Nouvelle longue : La Petite Sacoche noire (The Little Black Bag) par Cyril M. Kornbluth
- Nouvelle courte : Pour servir l'homme (To Serve Man) par Damon Knight
- Livre non-fictif ou apparenté : prix non décerné
- Présentation dramatique : Destination... Lune ! (Destination Moon), réalisé par Irving Pichel, écrit par Alford Van Ronkel, James O'Hanlon et Robert A. Heinlein, adaptation du roman Rocket Ship Galileo (en) par Robert A. Heinlein
- Éditeur professionnel : John W. Campbell, Jr.
- Artiste professionnel : Frank Kelly Freas
- Magazine semi-professionnel : prix non décerné
- Magazine amateur : Science Fiction Newsletter, édité par Wilson "Bob" Tucker
- Écrivain amateur : Robert Silverberg
- Artiste amateur : Jack Gaughan (en)

## Parutions littéraires

### Romans
- D'une planète à l'autre par Robert A. Heinlein.
- Fondation par Isaac Asimov.
- Marionnettes humaines par Robert A. Heinlein.
- La Planète rouge (roman) par Robert A. Heinlein.
- Tyrann par Isaac Asimov.

### Recueils de nouvelles et anthologies
- Une étoile m'a dit par Fredric Brown.

### Nouvelles
- Le Vaisseau Survie par Judith Merril.
- À la recherche de Saint Aquin par Anthony Boucher.
- L'Arme par Fredric Brown.
- L'Autre Côté par Walter Kubilius.
- L'Homme qui vendit la Lune par Robert A. Heinlein.
- La Longue Marche des cornichons par Cyril M. Kornbluth.
- Par ici la sortie par Lester del Rey.
- Pauvre Superman ! par Fritz Leiber.
- Le Promeneur par Ray Bradbury.
- Satisfaction garantie par Isaac Asimov.
- La Sentinelle par Arthur C. Clarke.
- Sombre Interlude par Fredric Brown et Mack Reynolds.
- Un système non-P par William Tenn.

## Sorties audiovisuelles

### Films
- Cinq Survivants par Arch Oboler.

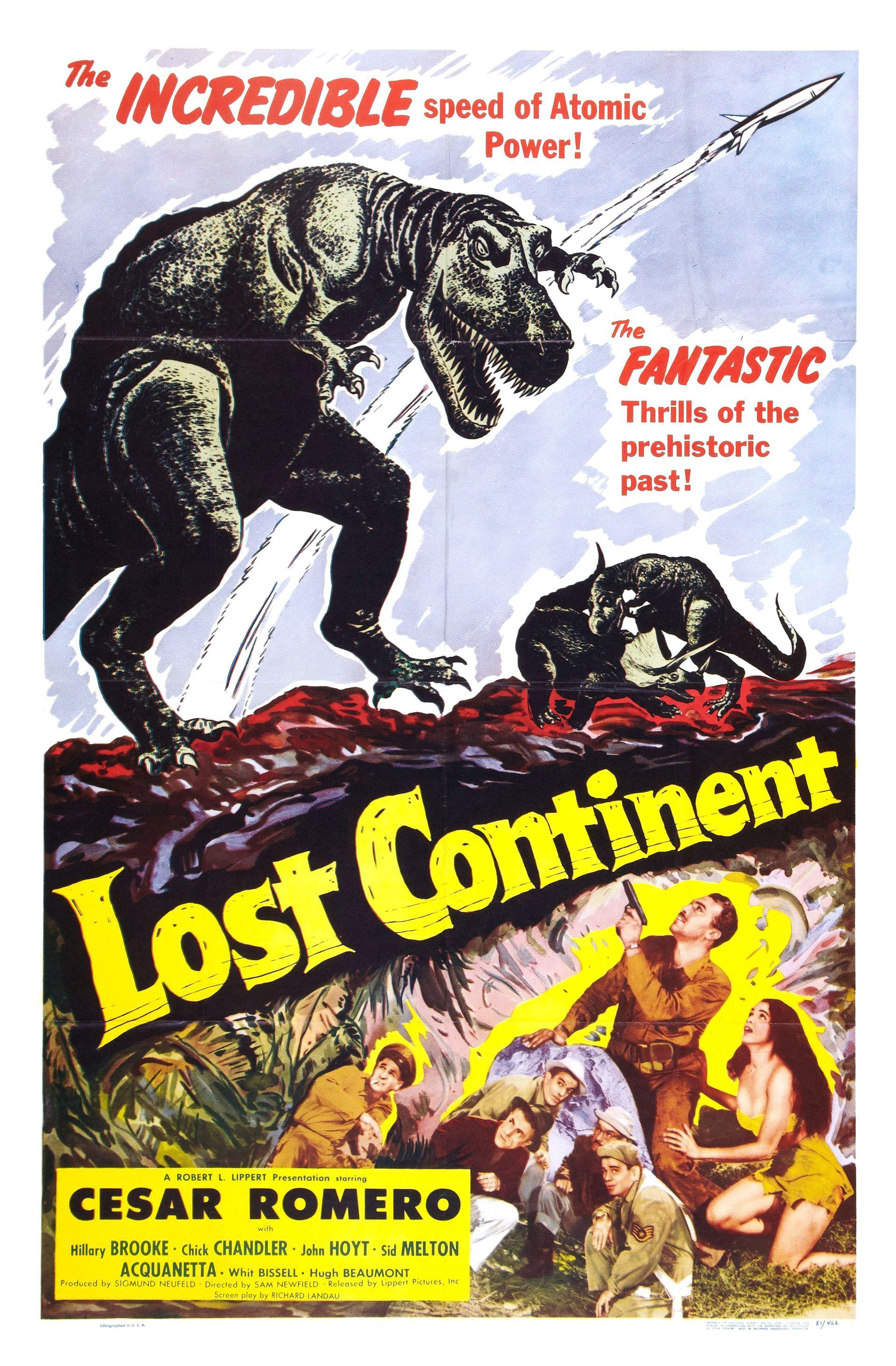
Lost Continent par Sam Newfield.

- L'Homme au complet blanc par Alexander Mackendrick.
- Destination Mars par Lesley Selander.
- La Chose d'un autre monde par Christian Nyby .
- Le Choc des mondes par Rudolph Maté.
- Le Jour où la Terre s'arrêta par Robert Wise.
- L'Homme de la planète X par Edgar George Ulmer.
- Two Lost Worlds par Norman Dawn.
- Lost Continent par Sam Newfield.